# 와부중학교
와부중학교(瓦阜中學校)는 대한민국 경기도 남양주시 와부읍 덕소리에 위치한 공립 중학교이다.

## 학교 연혁
- 2001년 1월 5일 : 30학급 설립 인가
- 2002년 3월 1일 : 개교, 초대 이운기 교장 부임
- 2006년 3월 2일 : 특수학급 1학급 신설
- 2022년 9월 1일 : 제7대 하혜경 교장 부임
- 2024년 1월 8일 : 제20회 졸업식(267명) (총 누계 6,503명)
- 2024년 3월 4일 : 2024학년도 신입생 입학(231명)

## 참고 자료
- 와부중학교 - 한국교육학술정보원 학교알리미